# こぴ
こぴ（kopi、10月24日 - ）は、日本の女性歌手、俳優、YouTuber。元看護師。身長153cm。本名、年齢は非公開。

## 人物
2018年7月、コバソロのYouTubeチャンネル内にて「女性が歌うシリーズ」でFUNKY MONKEY BABYSの「あとひとつ」を弾き語りする動画を公開し、歌声とビジュアルで話題を呼んだ。
2019年8月、自身のYouTubeチャンネルを開設し、ギターの弾き語りのほか、美容・ファッションなどの動画を公開している。
以前から自身のTwitterやInstagram、TikTokでは弾き語りやメイクなどを発信していたが、「自分という人間そのものは伝えきれていない感じがしていた」と本人は語っている。また、SNSでは投稿できる動画の秒数が限られてしまうこともあり、「自分自身をさらけ出せるYouTubeで視聴者ともっと近い距離で関わりを持ちたい」という思いのもと、Youtubeチャンネルを開設した。
Microsoft Word、Microsoft Excel、簿記、情報処理、日本語ワープロ検定1級、習字2段、日本漢字能力検定準2級、心理カウンセラー、ドローンなどの有資格者。

## 来歴
- 2018年7月 - コバソロのYouTubeチャンネルのFUNKY MONKEY BABYS「あとひとつ」のカバーで登場。
- 2019年8月 - 自身のYouTubeチャンネルを開設。
- 2020年9月 - 自身のファンクラブ「こぴちゃんず」を開設。2022年7月閉鎖。
- 2022年8月 - 自身とmihiroにより2ピースロックバンド「小童/kowappa」を結成。ギター・ボーカルを担当。
- 2023年6月 - 自身のファンクラブ「こぴちゃんず」を再開設。

## ディスコグラフィー

### ミニアルバム
|      | 発売日 | 発売日  | タイトル | 収録曲 |
| ---- | ------ | ------- | -------- | --- |
| 1st. | 2020年 | 10月6日 | 「あ」   | 1. 嫌んなるな 2. おい、 3. サステイン 4. 藍の記憶 5. トローリング・ゲヱム 6. セントエルモ 7. これで最後にしよう |

### 配信シングル
| 発売日 | 発売日  | タイトル | 規格                   |
| ------ | ------- | -------- | ---------------------- |
| 2021年 | 8月30日 | 換気扇   | デジタル・ダウンロード |
| 2023年 | 5月21日 | 白昼夢   | デジタル・ダウンロード |

### 参加シングル
| 発売日 | 発売日  | タイトル                             | アーティスト    | 規格                   |
| ------ | ------- | ------------------------------------ | --------------- | ---------------------- |
| 2022年 | 2月15日 | Eighteen Color (feat.こぴ)           | kobasolo        | デジタル・ダウンロード |
| 2023年 | 8月19日 | Becauseこんな自分Believe (feat.こぴ) | 8月19日のノイズ | デジタル・ダウンロード |
| 2023年 | 9月24日 | GO STRAIGHT (feat.こぴ)              | kobasolo        | デジタル・ダウンロード |
| 2023年 | 9月24日 | 晴嵐郷                               | HoYoFair & こぴ | デジタル・ダウンロード |
| 2024年 | 4月26日 | 怪獣と少女                           | Rio, こぴ & stb | デジタル・ダウンロード |
| 2024年 | 8月30日 | 心まかせ feat. こぴ                  | kobasolo        | デジタル・ダウンロード |
| 2024年 | 9月21日 | スキトキライ。                       | stb & こぴ      | デジタル・ダウンロード |
| 2025年 | 4月16日 | 遥恋歌                               | stb, Rio & こぴ | デジタル・ダウンロード |
| 2025年 | 7月18日 | あたしがあたしを好きになれますように | こぴ & ゆうきP  | デジタル・ダウンロード |

### 参加アルバム
| 発売日 | 発売日  | タイトル               | 参加曲 | 規格                   |
| ------ | ------- | ---------------------- | --- | ---------------------- |
| 2019年 | 2月20日 | これくしょん2          | 1. 変わらないもの （Covered by コバソロ＆こぴ） 2. あとひとつ （Covered by コバソロ＆こぴ） | CD                     |
| 2019年 | 3月26日 | Clumsy                 | 1. 会いたくて （feat.こぴ） 2. 春に揺られど君想う （feat.こぴ） 3. 言葉さがし (feat. こぴ & SiN) | デジタル・ダウンロード |
| 2021年 | 1月20日 | これくしょん3          | 1. 115万キロのフィルム （Covered by コバソロ＆こぴ） 2. 蕾 （Covered by コバソロ＆こぴ） | CD                     |
| 2022年 | 1月12日 | これくしょんヴァイナル | Side-A 1. レイニー ブルー （Covered by コバソロ ＆ こぴ ＆ 未来） 2. 115万キロのフィルム （Covered by コバソロ ＆ こぴ） Side-B 1. いいんですか （Covered by コバソロ ＆ こぴ） 2. あとひとつ （Covered by コバソロ ＆ こぴ） | レコード               |
| 2024年 | 3月27日 | これくしょん4          | 1. 夜に駆ける （Covered by コバソロ＆こぴ） 2. 愛唄 （Covered by コバソロ＆こぴ） | CD                     |

## 出演
- 東亜道路工業 公式就活応援ソング「道」[3]
- 「みんなのうた60 生放送 ～バースデースペシャル！～」[4]  　
  - 2021年4月3日（土）［Eテレ］後7:00～7:55  　　
    - カバー企画として、KOBASOLO、藤川千愛、えみい、とMV出演
- ヴァイナル・ミュージック〜歌謡曲2.0〜 （文化放送 他）　
  - 毎週金曜日3:00~5:00「コバソロ・スペシャル」   
    - 2021年4月、月替りパーソナリティを担当[5]
    - 2021年7月、月替りパーソナリティを担当[6]
    - 2021年11月、月替りパーソナリティを担当[7]
    - 2022年4月、月替りパーソナリティを担当[8]
    - 2022年11月、月替りパーソナリティを担当[9]
    - 2023年3月、月替りパーソナリティを担当[10]
- ヴァイナル・ミュージックスペシャル  　
  - 2021年4月15日~5月13日、木曜パーソナリティを担当
  - 2021年7月15日~8月12日、木曜パーソナリティを担当　  
    - 放送局・放送時間：  　　　
      - 山陰放送(BSS) 毎週木曜日 16:00~16:20
      - 山形放送(YBC) 毎週木曜日 16:40~17:00
- 「待ち人、」[11]
- フジパン「朝はパン ～Covered by こぴ～」篇[12]
- 舞台「GARNET OPERA」[13]にて「八重」役を演じる[14]
  - 2022年1月21日~30日
- コバソロ「これくしょんヴァイナル」発売記念スペシャルイベントに出演[15]
  - 2022年2月12日（土）
- インスタドラマ「Eighteen Color – 18才、私の色。-」主題歌に決定[16]
  - 2022年2月15日（火）
- 「アコム presents THE FIRST VOICE」に出演[17]
  - 2022年7月19日~21日 20:55~21:00
- 舞台「桜文」[18]にて「振袖新造/碧」「花魁/小秋」役を演じる[19]
  - 2022年9月5日~10月8日
- BS Japanext ｢KURUNE -next music live-｣に出演[20]
  - 2023年1月30日（月）、2023年2月13日（月）［BSJapanext］22:00～22:30
- 舞台「5BRAIN～脳・能・濃・悩・know～」に出演[21]
  - 2023年2月16日（木）~2月26日（日）バイク川崎バイクが脚本・演出を手がける舞台へ出演
- ゲーム「崩壊学園2」の9周年テーマソングとして「白昼夢」が起用
  - 2023年4月23日（日）~
- TOKYO MXテレビ｢情熱料亭 すぎ村｣に若女将としてレギュラー出演[22]
  - 2023年5月20日（土）~ 2024年9月21日（土）
- テレビ東京｢クールドジ男子｣第10話に出演[23]
  - 2023年6月16日（金）24:52～25:23
- ベスト電器のCMに出演[24]
  - 2023年7月21日（金）~
- TOKYO MXテレビ｢山下幸輝＆森愁斗 feat. 東京電波女子Season3｣でアシスタントを務める[25]
  - 2023年7月27日（木）25:35～26:05
  - 2023年9月22日（金）26:05～26:35
  - 2024年1月25日（木）26:05～26:35
  - 2024年3月22日（金）26:05～26:35
- ミュージカル「Neo Doll」にて「スズラン」役を演じる予定であったが怪我により降板[26][27]
  - 2023年8月18日（金）~8月27日（日）
- サントリー株式会社「ジムビーム」アオゾラハントキャンペーンLP + 東急渋谷駅 田園都市線地下25m屋内サイネージにて期間限定掲載[28]
  - 2023年8月28日（月）~ 9月3日（日）
- 「Becauseこんな自分Believe(feat.こぴ)」が関西テレビのかまいたちの机上の空論城における2023年9月~2023年10月のエンディングテーマ曲に決定[29]
- FMぱるるんの「Next BEATune」「Push Up Music」に出演 [30]
  - 2023年9月2日（土） 13:40~14:00
- FM長野の「SATURDAY D」「週末tripコンシェルジュ」に出演 [31]
  - 2023年9月23日（土） 11:00~12:00
- miHoYoが手がける原神の3周年記念イベント「HoYoFair2023」で原神メドレーのバンド歌唱ボーカルとして出演 [32]
  - 2023年9月23日（土）晴嵐郷 (feat.こぴ)
- fmいずみの「be A-live」に出演 [33]
  - 2023年9月28日（木） 9:00~12:00
- NOAS FMの「サンセットラウンジ」に出演 [34]
  - 2023年10月31日（火） 16:00~19:00
- 「関西演劇祭2023」に出演[35]
  - 2023年11月11日（土）~ 11月18日（土）バイク川崎バイクが脚本・演出を手がける舞台へ出演
- 名古屋モビリティショー2023のグランドフィナーレに出演[36]
  - 2023年11月26日（日）15:00~15:45
- miHoYoが手がける記念イベント「HoYoFair2024」の「New Year Genshin Impact Fan Art Special Program」にて、ボーカルとして動画制作に参加[37]
  - 2023年12月30日（土）Furina: All the World's off Stage
- 舞台「Go back to Goon Docks」の「十三夜」に出演[38]
  - 2024年1月11日（木）~ 1月21日（日）
- ｢アンメット-ある脳外科医の日記-｣（関西テレビ放送・フジテレビ系列テレビドラマ）にて看護師中野文緒役でレギュラー出演[39]
  - 2024年4月15日（月）22:00～
- エフエム群馬の「tsulunos fm」に出演 [40]
  - 2024年5月2日（木） 12:00~12:30
- かわさきFMの「爆速充電中」に出演 [41]
  - 2024年6月7日（金） 21:00~21:30
  - 2024年6月14日（金） 21:00~21:30
  - 2024年6月21日（金） 21:00~21:30
  - 2024年6月28日（金） 21:00~21:30
- Netflixのアニメ「こねこのチー ポンポンらー夏休み」 のOPテーマを担当[42]
  - 2024年7月19日（金） kobasolo feat.こぴ「心まかせ」
- ベスト電器の新CMに出演[43]
  - 2024年8月10日（土）~
- 群馬県庁製作ショートドラマに出演[44]
  - 2024年8月21日（水）~
- 群馬県のライフスタイルマガジン「motto vol.36」の表紙を担当[45]
  - 2024年8月25日（日）
- ベイエフエムの「TURNING POINT」に出演 [46]
  - 2024年9月15日（金） 24:30~25:00
  - 以降毎週レギュラー出演 [47]
- いせさきまつりのライブショーに出演[48]
  - 2024年9月28日（土）20:00~
- 映画「ゆい」の主題歌「命の歌」を担当[49]
- エフエム太郎の「Listen!!!」に出演 [50]
  - 2024年11月6日（水） 12:00~
- 群馬テレビの「ズームeye」に出演 [51]
  - 2024年11月7日（木） 20:00~
- 太田市産業環境フェスティバルのライブショーに出演[52]
  - 2024年11月10日（日）13:05~
- BATANQ初のミュージックビデオに出演[53]
  - 2024年11月30日（土）
- フジテレビ系列「世界で一番怖い答え」に出演[54]
  - 2024年12月29日（日）
- JAグループ 家の光協会さんが発行している「家の光」創刊100周年の記念オリジナルソング『Rice vegetable meat』の歌唱＆MV出演出演[55]
  - 2025年2月18日（火）
- エフエム福岡の「DIG!!!!!!!!FUKUOKA」に生出演 [56]
  - 2025年2月26日（水） 15:15~
- 群馬県のライフスタイルマガジン「motto」で新連載の「あちこちこぴたび」を担当[57]
  - 2025年2月25日（火）
- エフエム福岡で新コーナー「ベスト電器Presents Best Music・Best Sports!!『こぴのベストなお気に入り』がスタート [58]
  - 2025年3月2日（日）から毎週日曜 21:00~21:55
- 映画「ゆい」の舞台挨拶付き上映会に登壇し、主題歌「命の歌」を生歌唱[59]
  - 2025年3月15日（土）
- 群馬県太田市の『OTAマルシェステージイベント』に出演[60]
  - 2025年3月23日（日）12:40〜
- 群馬テレビ『ニュース×情報 がるがる』レギュラー出演[61]
  - 2025年4月2日（水）から毎月第一水曜日 18:00〜18:45
- 日本マクドナルド屋外広告に登場[62]
  - 2025年4月14日（月）〜 2025年4月20日（日）新宿駅メトロプロムナード
- 集英社「週刊ヤングジャンプ」21&22号の巻末グラビアに登場[63]
- 連合群馬ふれあいフェスティバルinおおたのライブステージに出演[64]
  - 2025年5月18日（日）12:30〜12:40

### MV
- 1つ足りないホワイトボード 「約束の足跡」
- PARIS on the City! 「お陰様で彼氏ができそうです。」
- るーか「砂浜ベイベー」
- wowdow「コントラスト」[65]
- Rio「９つ上の君」[66]
- BATANQ「ラズベリー・ソング」[67]

### TV CM
- ベスト電器 家電といえばベスト編[68]
- ベスト電器 家電といえばベスト電器　森の家編[69]

### Web CM
- フジパン 本仕込 ウェブ限定MV[70]
- スシロー スタミナ祭 TikTokCM[71]
- 吉野家 TikTokCM[72]
- 森永 アイスボックス TikTokCM[73]